# Rouleina watasei
Rouleina watasei är en fiskart som först beskrevs av Tanaka, 1909.  Rouleina watasei ingår i släktet Rouleina och familjen Alepocephalidae. Inga underarter finns listade i Catalogue of Life.